# Lucius Iunius Brutus
Lucius Iunius Brutus byl římský občan, jeden ze zakladatelů Římské republiky a jeden ze dvou prvních konzulů.

## Rodina
Narodil se do slavného římského rodu (gens) Juniů, jehož pokrevním členem byl například i Marcus Iunius Brutus. Brutova matka byla Tarquinia, dcera pátého římského krále Lucia Tarquinia Prisca a sestra posledního (sedmého) římského krále, Lucia Tarquinia Superba (Superba=Pyšného). Podle některých zdrojů byl Brutus již v mládí nespokojený s vládou svého strýce Tarqunia Superba, zejména proto, že Tarquinius nechal popravit řadu vlivných Římanů, včetně Luciova bratra.

## Svržení monarchie a nastolení republiky
Podle tradice roku 510 př. n. l.Bruta a jeho tři věrné přátele a spojence k sobě zavolala vznešená Římanka Lukrécie, která se jim svěřila, že ji znásilnil syn krále Tarquinia, požádala je, aby pomstili její čest a spáchala sebevraždu dýkou, tato událost bývá vykládána jako finální spouštěč ke svržení monarchie. Brutus a jeho tři spojenci svolali shromáždění římského lidu na Forum Romanum, kde lid odhlasoval odvolání krále a vyhnání královské rodiny. Do čela města byl dočasně Lucrecius, jeden z Brutových spojenců, a Brutus sám se vydal k římské armádě, která byla utábořená pod vedením krále Tarquinia u města Ardea v Laziu. Král se o hlasování dozvěděl před příjezdem Bruta, opustil armádu a vydal se do Říma, kam ho měšťané odmítli vpustit, Brutus mezitím byl přijat jako hrdina římskou armádou a Tarquinius i se zbytkem královské rodiny odešel do exilu.

## Konzulát a smrt

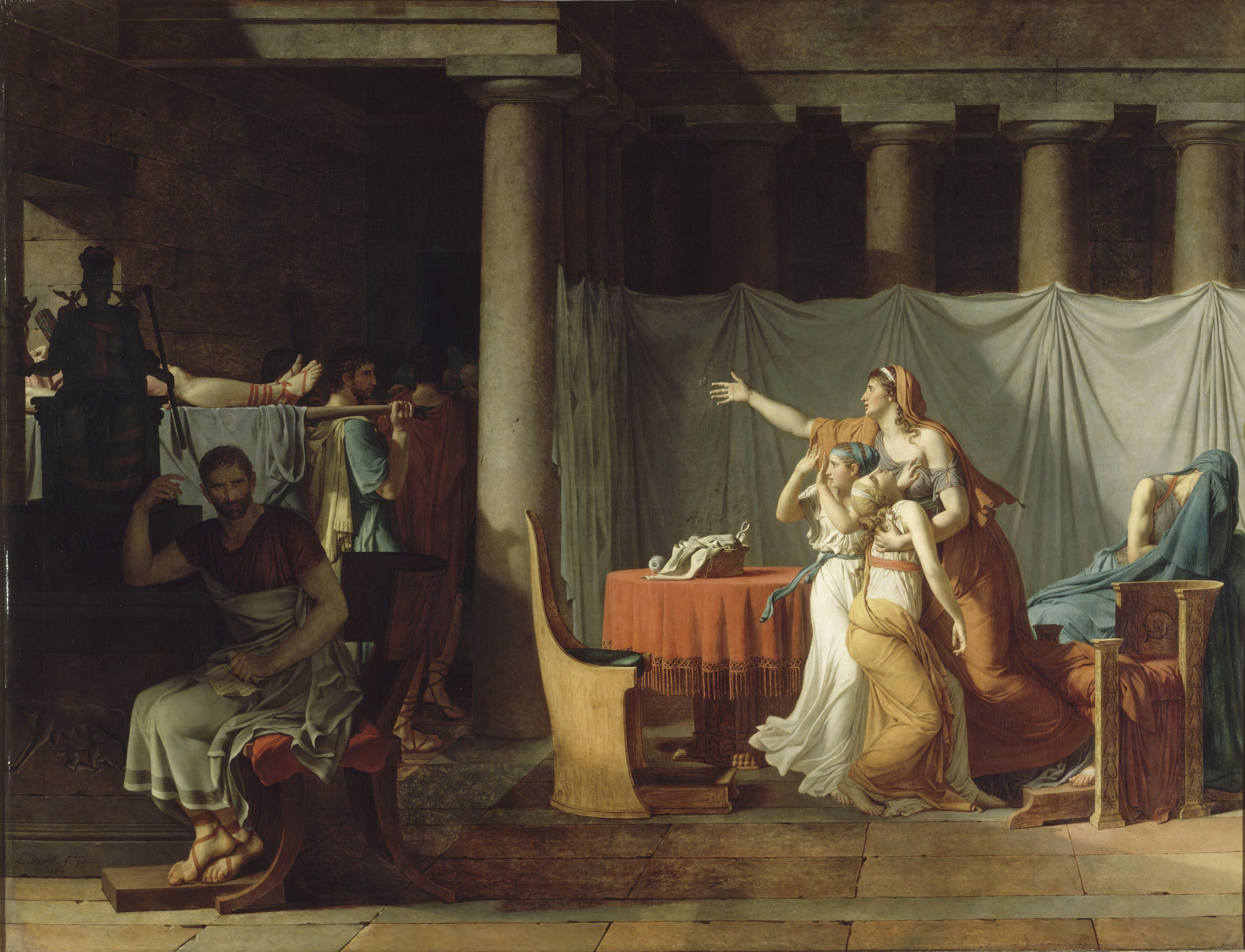
Liktoři přinášející Brutovi mrtvoly jeho synů - obraz od Jacquese-Louise Davida

V roce 509 př. n. l. byli Brutus a Lucius Tarquinius Collatinus (vdovec po zneuctěné Lukrécii) zvoleni za první římské konzuly. Během konzulátu Bruta a Collatina se vyhnaná královská rodina pokusila několikrát znova chopit moci, ve spiknutí královskou rodinu podporovali i dva Brutovi synové (Titus Iunius Brutus a Tiberius Iunius Brutus), přičemž Brutus následně sám rozhodl, že i jeho synové budou za účast na spiknutí popraveni a exekuci i sám přihlížel, přičemž při ní projevil jisté city, ale obecně byl za svůj stoický přístup a ochranu republiky i vůči vlastní rodině, velmi ceněn římskou veřejností.
Vyhnaná královská rodina se spojila s pozdějším dlouhodobým římským rivalem, etruským městem Veje. S římskou armádou se utkali v bitvě u Silva Arsia (les poblíž Říma), kde Brutus velel kavalérii a v bitvě padl, ale Římané ji vyhráli, po následném triumfu mu nastoupivší konzul uspořádal honosný veřejný pohřeb.